# Резонёр
Резонёр (фр. raisonneur от фр. raisonner «рассуждать») — персонаж пьесы (театральное амплуа), который не принимает активного участия в развитии действия и призван увещевать или обличать других героев, высказывая длинные нравоучительные суждения с авторских позиций.
Тип ролей (персонажей), прописанный автором произведения, представляющий людей рассудочных, склонных к нравоучительным, назидательным высказываниям, риторическим сентенциям и тому подобное.

## В театре
Появление амплуа резонёра относится ко временам театра Мольера. Примеры резонёра в пьесах Мольера:
- Кризальд в пьесе «Школа жён» (L’école des femmes, 1662 год);
- Клеант (Клеонт[2]) в пьесе «Тартюф»[2] (Le Tartuffe, 1664 год);
- Филинт в пьесе «Мизантроп» (Le Misanthrope, 1666 год);
- Беральд в пьесе «Мнимый больной» (Le malade imaginaire, 1673 год).

В русском театре примером может служить:
- Антон Антонович Сквозник-Дмухановский, городничий, несколько даже резонер, комедия «Ревизор», автор Николай Васильевич Гоголь[3];
- роль Сатина в пьесе Горького «На дне»;
- роль Стародума в пьесе «Недоросль»[2] Д. И. Фонвизина;
- роль Кулигина в пьесе «Гроза» А. Н. Островского;
- роль Чацкого в пьесе «Горе от ума».

Поскольку в XVII—XVIII веках персонаж резонёра фигурировал довольно часто в репертуаре театра, это привело к появлению соответствующего амплуа актёра-резонёра, например ими были: И. П. Киселевский, А. П. Ленский,  П. Д. Ленский, С. В. Шумский и другие.

## В цирке
В цирке резонёром называют серьёзного собеседника клоуна, как правило, работающего в образе работника цирка. Часто в роли резонёра выступает шпрехшталмейстер.